# فرانكلين بيكر
فرانكلين بيكر (بالإنجليزية: Franklin Baker)‏ هو شخصية أعمال أمريكي، ولد في 1872، وتوفي في 1946.